# ناحیه مالاتیا سباستیا
ناحیه مالاتیا سباستیا (ارمنی: Մալաթիա-Սեբաստիա վարչական շրջան)  یکی از ناحیه‌های دوازده‌گانه ایروان پایتخت ارمنستان می‌باشد که در غرب ایروان واقع شده‌است؛ که از شمال با ناحیه آجاپنیاک، از جنوب با ناحیه شنگاویت و از شرق با ناحیه کنترون هم‌مرز است.

## خصوصیات
ناحیه مالاتیا سباستیا ۲۵٫۸ کیلومترمربع مساحت و ۱۴۱٬۹۰۰ نفر جمعیت دارد و ۹۵۰ متر بالاتر از سطح دریا واقع شده‌است.

## نگارخانه

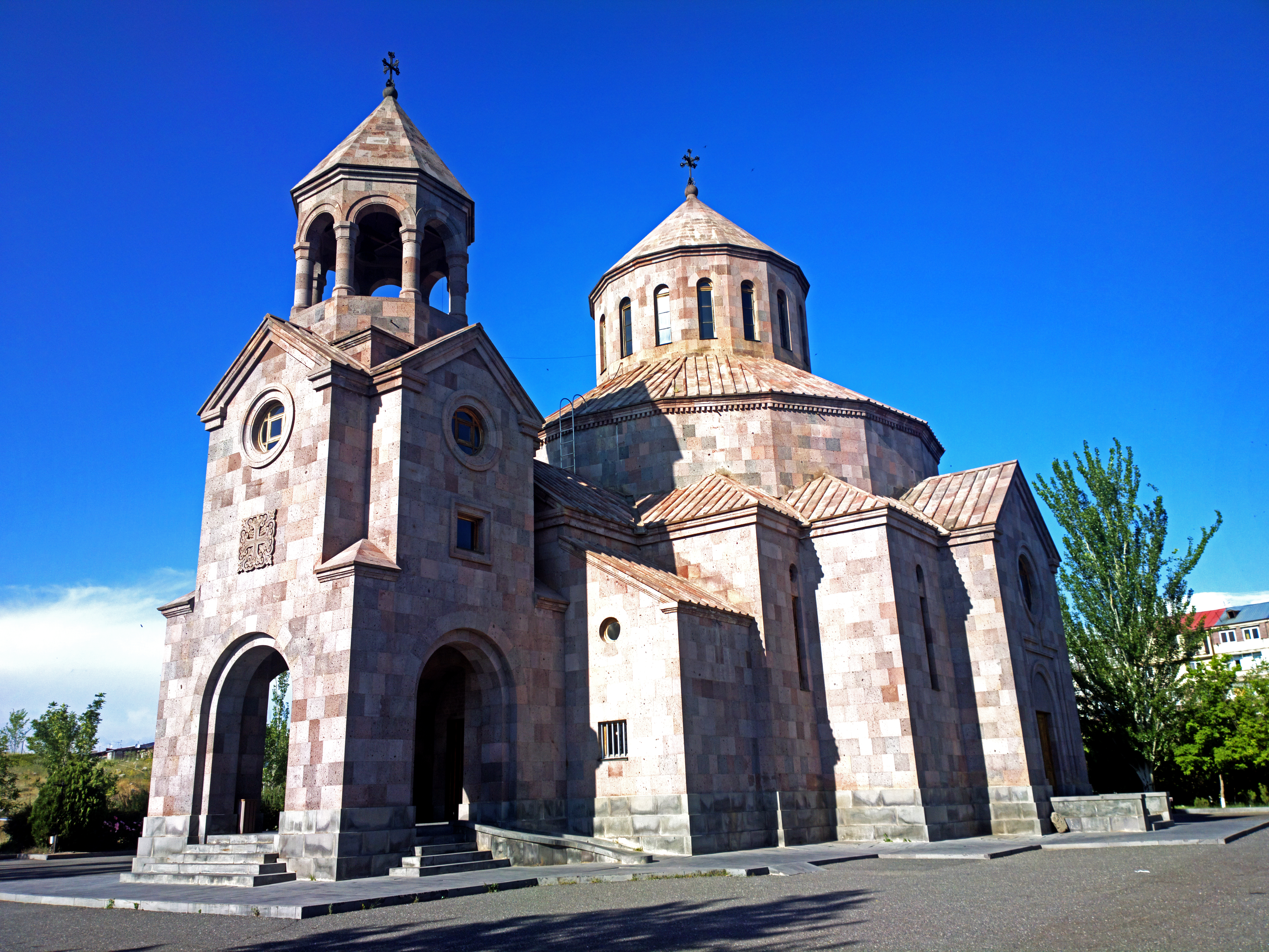
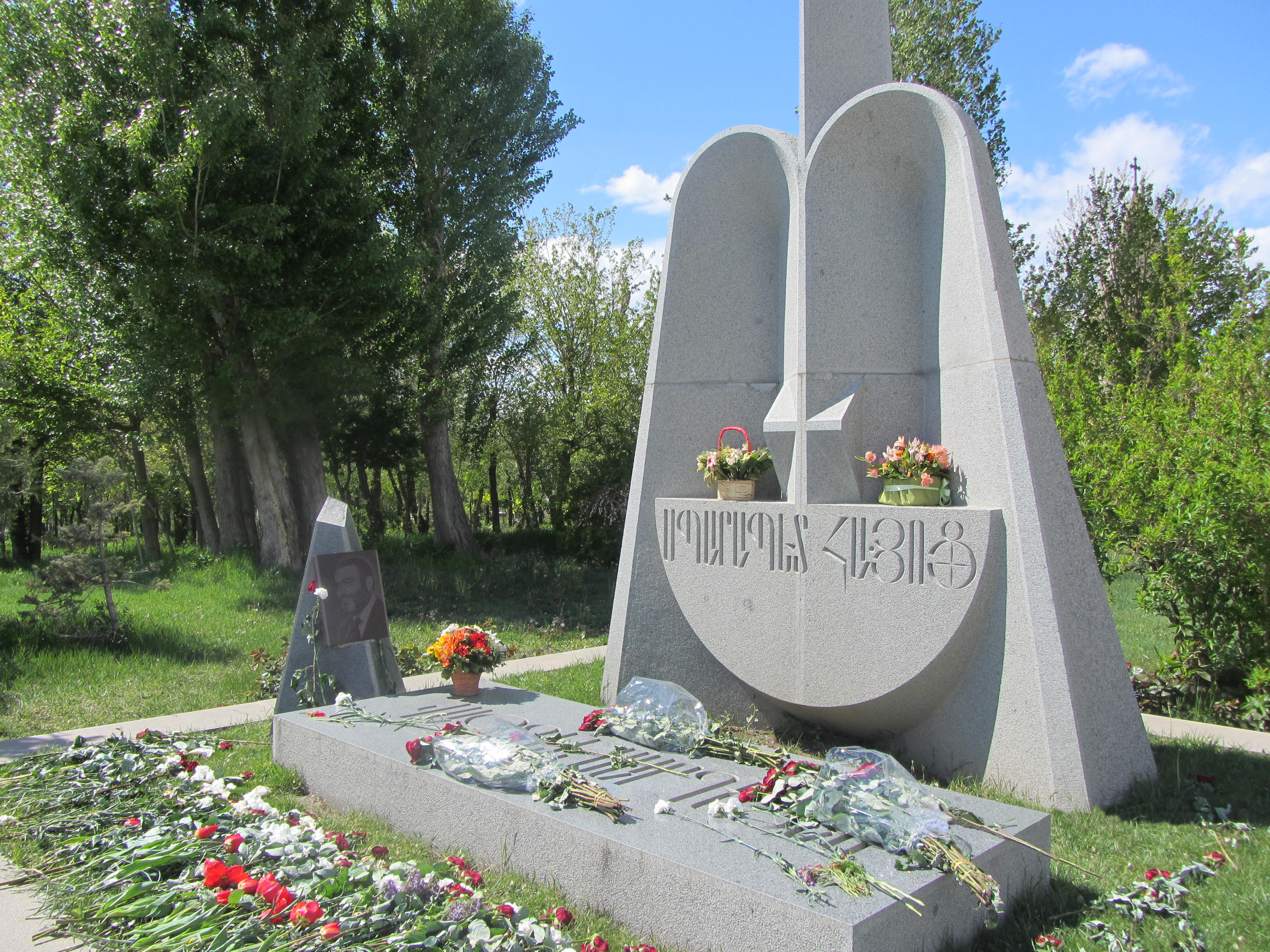
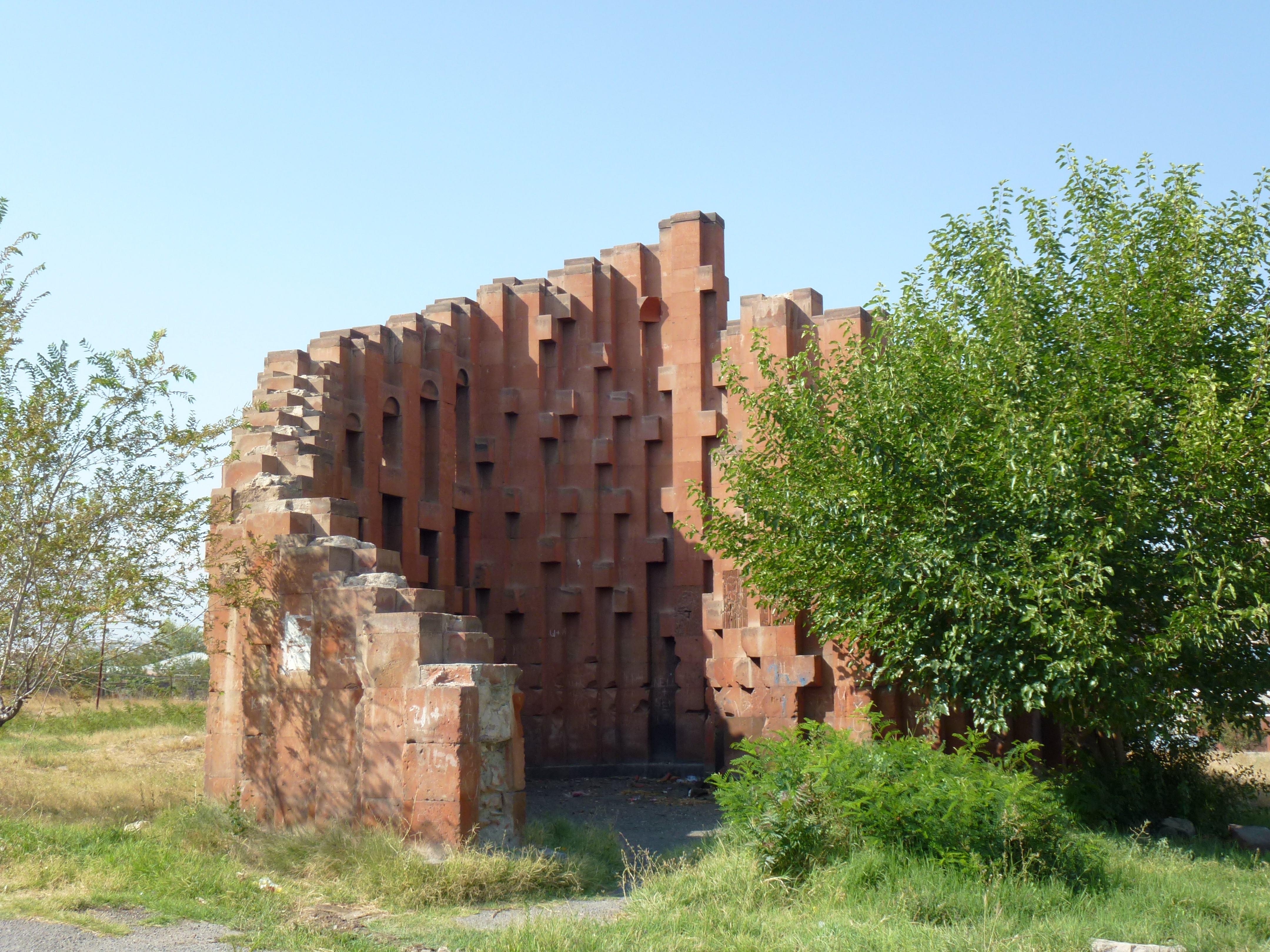
بنای یادبود جنگ قره‌باغ
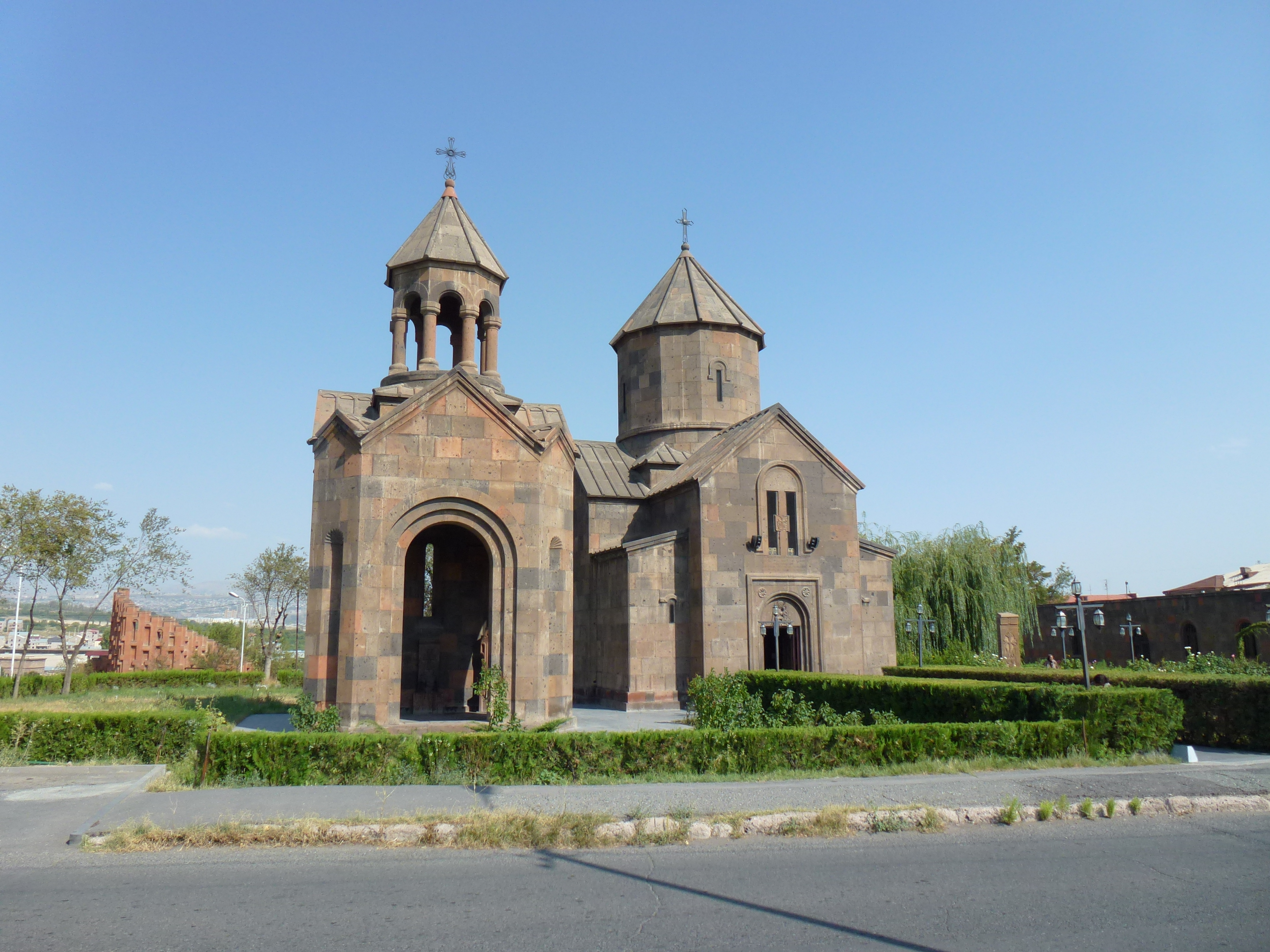
Church of the Holy Mother of God of Malatia
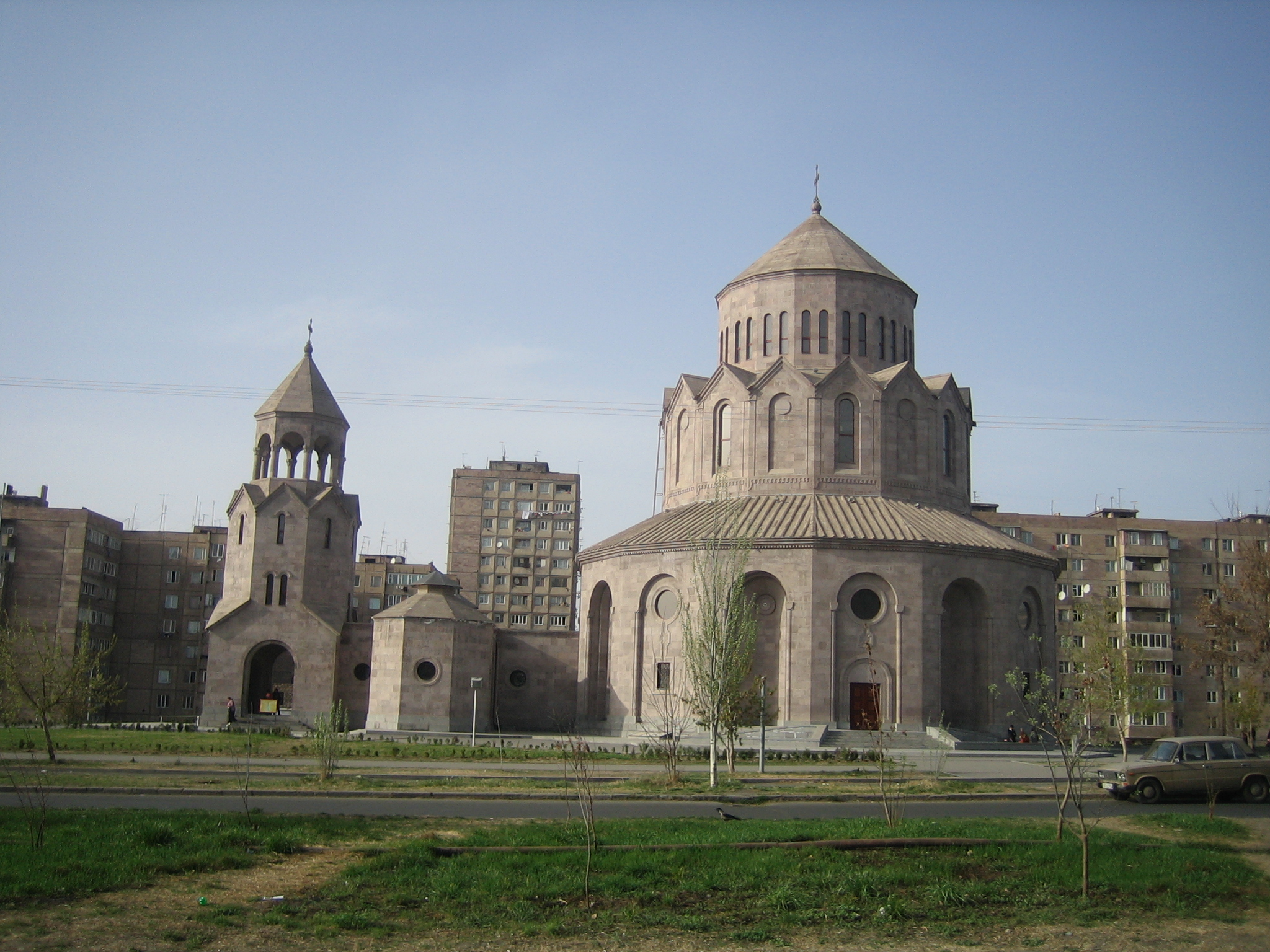
کلیسای تثلیث مقدس، ایروان
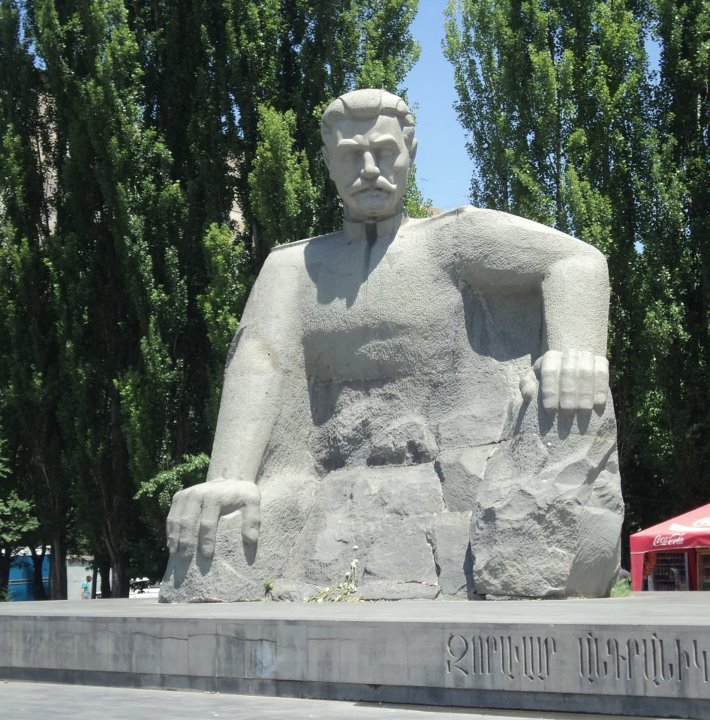
مجسمه ژنرال آندرانیک اوزانیان
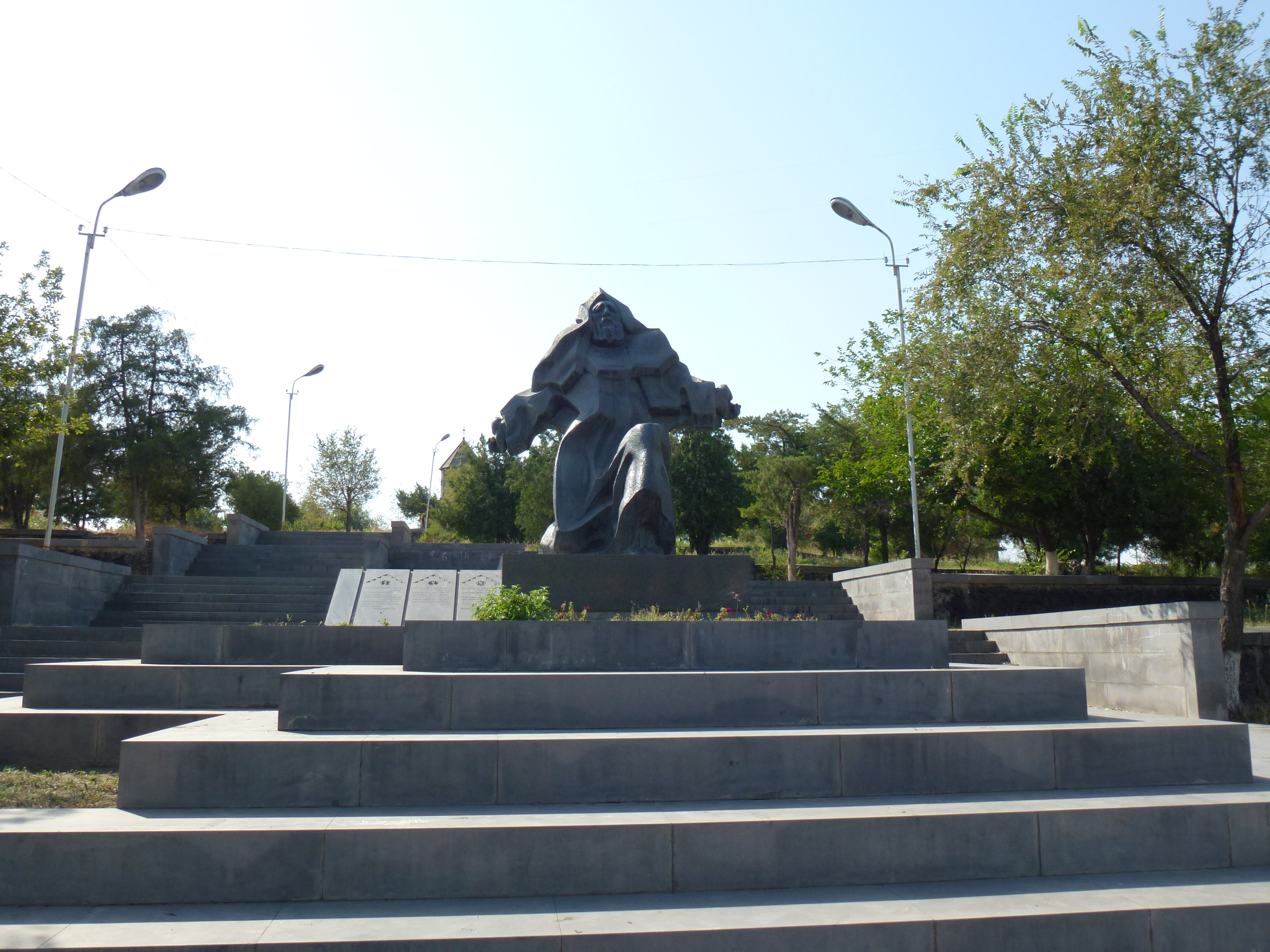
مجسمه نرسس چهارم شنورهالی